# Atletismo en los Juegos Centroamericanos y del Caribe

Atletismo

La prueba de Atletismo fue admitida en los Juegos Centroamericanos y del Caribe desde la primera edición que se celebró en Ciudad de México en México en 1926.

## Medallero Histórico
Actualizado Barranquilla 2018
| Núm. | País                                       | Oro | Plata | Bronce | Total |
| ---- | ------------------------------------------ | --- | ----- | ------ | ----- |
| 1    | Cuba (CUB)                                 | 326 | 245   | 180    | 751   |
| 2    | México (MEX)                               | 150 | 159   | 145    | 454   |
| 3    | Jamaica (JAM)                              | 67  | 73    | 74     | 214   |
| 4    | Puerto Rico (PUR)                          | 65  | 88    | 84     | 237   |
| 5    | Colombia (COL)                             | 52  | 63    | 87     | 202   |
| 6    | Panamá (PAN)                               | 33  | 17    | 28     | 78    |
| 7    | Venezuela (VEN)                            | 30  | 44    | 74     | 148   |
| 8    | Bahamas (BAH)                              | 15  | 16    | 22     | 53    |
| 9    | Trinidad y Tobago (TRI)                    | 14  | 35    | 23     | 72    |
| 10   | Guatemala (GUA)                            | 13  | 14    | 24     | 51    |
| 11   | República Dominicana (DOM)                 | 11  | 19    | 16     | 46    |
| 12   | Antillas Neerlandesas (AHO)                | 8   | 3     | 2      | 13    |
| 13   | Surinam (SUR)                              | 5   | 2     | 1      | 8     |
| 14   | Guyana (GUY)                               | 4   | 3     | 5      | 12    |
| 15   | Barbados (BAR)                             | 4   | 5     | 11     | 20    |
| 16   | Santa Lucía (LCA)                          | 4   | 1     | 1      | 6     |
| '    | Islas Vírgenes Británicas (IVB)            | 4   | 1     | 1      | 6     |
| 18   | Islas Vírgenes de los Estados Unidos (ISV) | 2   | 5     | 5      | 12    |
| 19   | Costa Rica (CRC)                           | 2   | 4     | 5      | 11    |
| 20   | Haití (HAI)                                | 1   | 4     | 3      | 8     |
| 21   | El Salvador (ESA)                          | 1   | 2     | 10     | 13    |
| 22   | Honduras (HON)                             | 1   | 1     | 0      | 2     |
| 23   | Dominica (DMA)                             | 1   | 0     | 2      | 3     |
| 24   | Islas Caimán (CAY)                         | 1   | 0     | 1      | 2     |
| 25   | Antigua y Barbuda (ANT)                    | 0   | 5     | 4      | 9     |
| 26   | Granada (GRN)                              | 0   | 4     | 1      | 5     |
| 27   | San Cristóbal y Nieves (SKN)               | 0   | 2     | 5      | 7     |
| 28   | Bermudas (BER)                             | 0   | 2     | 3      | 5     |
| 29   | Nicaragua (NCA)                            | 0   | 1     | 0      | 1     |
| 30   | San Vicente y las Granadinas (VIN)         | 0   | 0     | 1      | 1     |

## Plusmarcas de Atletismo en los Juegos Centroamericanos y del Caribe
La primera edición del certamen tuvo lugar en el año 1926.

## Plusmarcas

### Masculino
| Prueba                  | Marca (viento)     | Atleta                                                            | Fecha       | Sede                |
| ----------------------- | ------------------ | ----------------------------------------------------------------- | ----------- | ------------------- |
| 100 m                   | 10,02 s (+1,9 m/s) | Darrel Brown ( Trinidad y Tobago) Mark Burns ( Trinidad y Tobago) | 9/07/2005   | Nasáu               |
| 200 m                   | 20,03 s (+1,8m/s)  | Usain Bolt ( Jamaica)                                             | 11/07/2005  | Nasáu               |
| 400 m                   | 44,84 s            | Roberto Hernández ( Cuba)                                         | 28/07/1989  | San Juan            |
| 800 m                   | 1:45,56            | Yeimer López ( Cuba)                                              | 5/07/2009   | La Habana           |
| 1500 m                  | 3:41,27            | Linston McKenzie ( Jamaica)                                       | 27/07/1989  | San Juan            |
| 5000 m                  | 13:53,30           | Francisco Pacheco ( México)                                       | 27/07/1985  | Nasáu               |
| 10000 m                 | 28:54,06           | Juan Carlos Romero ( México)                                      | 15/07/2011  | Mayagüez            |
| Media maratón           | 1:02:11            | Marcelino Crisanto ( México)                                      | 1/08/1993   | Cali                |
| 110 m vallas            | 13,43 s (–0,3 m/s) | Ryan Brathwaite ( Barbados)                                       | 3/07/2009   | La Habana           |
| 400 m vallas            | 48,51 s            | Javier Culson ( Puerto Rico)                                      | 5/07/2009   | La Habana           |
| 3000 m stp.             | 8:30,08            | José Alberto Sánchez ( Cuba)                                      | 4/07/2009   | La Habana           |
| Salto de altura         | 2,44 m             | Javier Sotomayor ( Cuba)                                          | 29/07/1989  | San Juan            |
| Salto con pértiga       | 5,61 m             | Dominic Johnson ( Santa Lucía)                                    | 27/06/1999  | Bridgetown          |
| Salto de longitud       | 8,31 m (1,6 m/s)   | Wilfredo Martínez ( Cuba)                                         | 6/07/2008   | Cali                |
| Salto triple            | 17,33 m (-0,1 m/s) | Alexis Copello ( Cuba)                                            | 5/07/2009   | La Habana           |
| Lanzamiento de peso     | 20,97 m            | Odayne Richards ( Jamaica)                                        | 7/07/2013   | Morelia             |
| Lanzamiento de disco    | 66,50 m            | Luis Delis ( Cuba)                                                | 27/07/1985  | Nasáu               |
| Lanzamiento de martillo | 74,98 m            | Alberto Sánchez ( Cuba)                                           | 1/08/1993   | Cali                |
| Lanzamiento de jabalina | 82,16 m            | Guillermo Martínez ( Cuba)                                        | 4/07/2009   | La Habana           |
| Decatlón                | 8.654              | Leonel Suárez ( Cuba)                                             | 3-4/07/2009 | La Habana           |
| Marcha 20 km            | 1:20,49            | Noé Hernández ( México)                                           | 25/06/1999  | Bridgetown          |
| Relevos 4 x 100         | 38,47 s            | A. Armstrong, M. Burns, J. Harper, D. Brown ( Trinidad y Tobago)  | 10/07/2005  | Nasáu               |
| Relevos 4 x 400         | 3:00,83            | O. Taylor, B. Simpson, M. Watts, D. McFarlane ( Jamaica)          | 22/07/2001  | Ciudad de Guatemala |

### Femenino
| Prueba                  | Marca (viento)               | Atleta                                                   | Fecha                | Sede                  |
| ----------------------- | ---------------------------- | -------------------------------------------------------- | -------------------- | --------------------- |
| 100 m                   | 11,02 s (+1,1 m/s)           | Chandra Sturrup ( Bahamas)                               | 9/7/2005             | Nasáu                 |
| 200 m                   | 22,36 s                      | Grace Jackson ( Jamaica)                                 | 28/07/1989           | San Juan              |
| 400 m                   | 50,63 s                      | Ana Fidelia Quirós ( Cuba)                               | 27/07/1989           | San Juan              |
| 800 m                   | 1:59,01                      | Ana Fidelia Quirós ( Cuba)                               | 27/06/1997           | San Juan              |
| 1500 m                  | 4:18,00                      | Ana Fidelia Quirós ( Cuba)                               | 28/06/1997           | San Juan              |
| 5000 m                  | 16:03,68                     | Yudisleivis Castillo ( Cuba)                             | 5/07/2009            | La Habana             |
| 10000 m                 | 33:50,68                     | Yudisleivis Castillo ( Cuba)                             | 3/07/2009            | La Habana             |
| Media maratón           | 1:12:07                      | Stella Castro ( Colombia)                                | 1/08/1993            | Cali                  |
| 110 m vallas            | 12,61 s (+1,4 m/s)           | Anay Tejada ( Cuba)                                      | 5/07/2008            | Cali                  |
| 400 m vallas            | 55,12 s                      | Allison Beckford ( Jamaica)                              | 5/07/2003            | Saint George          |
| 3000 m obstáculos       | 9:54,01                      | Mardrea Hyman ( Jamaica)                                 | 10/07/2005           | Nasáu                 |
| Salto de altura         | 1,95 m                       | Levern Spencer ( Santa Lucía)                            | 5/07/2013            | Morelia               |
| Salto con pértiga       | 4,40 m                       | Yarisley Silva ( Cuba)                                   | 3/07/2009            | La Habana             |
| Salto de longitud       | 6,81 m (+3,0 m/s) (+0,7 m/s) | Elva Goulbourne ( Jamaica) Bianca Stuart ( Bahamas)      | 5/07/2003 17/07/2011 | Saint George Mayagüez |
| Salto triple            | 15,16 m (+1,1 m/s)           | Yulimar Rojas ( Venezuela)                               | 7/07/2023            | El Salvador           |
| Lanzamiento de peso     | 19,13 m                      | Misleydis González ( Cuba)                               | 5/07/2009            | La Habana             |
| Lanzamiento de disco    | 64,46 m                      | María Betancourt ( Cuba)                                 | 10/07/1981           | Santo Domingo         |
| Lanzamiento de martillo | 71,32 m                      | Arasay Thorndike ( Cuba)                                 | 5/07/2009            | La Habana             |
| Lanzamiento de jabalina | 61,61 m                      | Laverne Eve ( Bahamas)                                   | 27/06/1999           | Bridgetown            |
| Heptatlón               | 6.189                        | Magalys García ( Cuba)                                   | 16/07/1995           | Ciudad de Guatemala   |
| Marcha 10000 m          | 47:19,91                     | Milangela Rosales ( Venezuela)                           | 17/07/2011           | Mayagüez              |
| Marcha 10 km            | 45:47                        | María del Rosario Sánchez ( México)                      | 20/07/2001           | Ciudad de Guatemala   |
| Relevos 4 x 100         | 43,06 s                      | T. Clarke, D. Ferguson, C. Amertill, S. Brown ( Bahamas) | 5/07/2003            | Saint George          |
| Relevos 4 x 400         | 3:27,36                      | R. Campbell, W. Cole, B. Grant, I. Turner ( Jamaica)     | 1/08/1993            | Cali                  |